# Monte della Croce (Gaggio Montano)
Il monte della Croce (917 m) è una altura del medio-alto Appennino bolognese, ubicata nella parte settentrionale del comune di Gaggio Montano (che ne possiede la vetta), al confine col comune di Vergato; non dista molto dal limitrofo monte Acidola, rispetto al quale è di poco più alto.
Il monte della Croce prende il nome da una grande croce bianca posta in prossimità della vetta; essa è ben visibile dalla valle del torrente Marano, che lambisce il versante meridionale del monte, ma non da quello settentrionale, lambito, invece, dal torrente Aneva. La boscosa vetta è raggiungibile attraverso delle tortuose e impervie stadine che, dalla strada provinciale n.67 Marano-Canevaccia nei pressi dell'abitato di Santa Maria Villiana, frazione del comune di Gaggio Montano, si arrampicano sulle pendici del monte, spazzando un dislivello di circa 150 metri nel giro di pochissimi chilometri; a causa di queste condizioni, l'itinerario è preferibilmente effettuato a piedi o in bicicletta.
Il toponimo è diffuso nella stessa provincia di Bologna, per esempio nell'omonima vetta della catena del monte Macchia dei Cani, nell'Appennino imolese, nonché la nota vetta denominata Croce dell'Alpi (1226 m), nel comune di San Benedetto Val di Sambro.